# Herecura

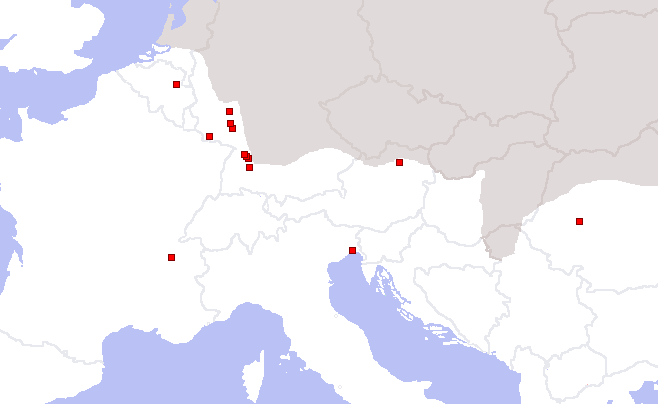
Mapa que muestra la localización de las inscripciones relacionadas con esta diosa en distintas lenguas.

Herecura (también Erecura, Aerecura, Eracura) era una diosa venerada en tiempos antiguos, cuyo origen se cree que es celta y que se representaba habitualmente con los atributos de Proserpina, asociándose con el dios romano del inframundo Dis Pater. Con él aparece en una estatua encontrada en Oberseebach, Suiza, y en diversos textos mágicos de Austria, a veces en compañía de Cerbero, y, en otras ocasiones, probablemente, con Ogmios.

### Lecturas complementarias
- Ellis, Peter Berresford, Dictionary of Celtic Mythology (Oxford Paperback Reference), Oxford University Press, (1994): ISBN 0-19-508961-8
- MacKillop, James. Dictionary of Celtic Mythology. Oxford: Oxford University Press, 1998. ISBN 0-19-280120-1.
- Wood, Juliette, The Celts: Life, Myth, and Art, Thorsons Publishers (2002): ISBN 0-00-764059-5

- Datos: Q381126
- Multimedia: Erecura / Q381126